# Пепис, Чарльз, 8-й граф Коттенем
Кенелм Чарльз Эверард Дигби Пепис, 8-й граф Коттенем, также известный как Чарли Коттенем (27 ноября 1948 — 20 октября 2000) — английский пэр, баронет, игрок в крикет, наездник, бизнесмен и дизайнер. Носил титул учтивости — виконт Кроухерст с 1948 по 1968 год. Он был членом Палаты лордов с 1969 по 1999 год.

## Биография
Родился 27 ноября 1948 года. Единственный сын Дигби Пеписа, 7-го графа Коттенема (1907—1968), и его жены леди Анжелы Ларнак-Невилл (1910—1980), дочери Гая Ларнак-Невилла, 4-го маркиза Абергавенни. Родственник автора дневника Сэмюэля Пеписа. Он получил образование в Итонском колледже.
12 мая 1968 года, в возрасте девятнадцати лет, он сменил своего отца на посту графа Коттенема, виконта Кроухерста из Кроухерста, графство Суррей, барона Коттенема из Коттенема, Кембриджшир, и баронета с Уимпол-стрит. Семейная резиденция тогда находилась в Приори-Манор, недалеко от Кингтон-Сент-Майкл, Уилтшир.
15 марта 1975 года Граф Коттенем женился на Саре Ломбард-Хобсон, дочери капитана Сэмюэля Ричарда Ле Хант Ломбард-Хобсона из Шеррингтона.
Чарльз Коттенем играл в крикет за Итон и за Крикетный клуб графства Нортгемптоншир как быстрый боулер . Он совершил поездку по Вест-Индии в 1970 году с командой 11-го герцога Норфолка. Он участвовал в трехдневных соревнованиях по конному спорту, участвовал в соревнованиях по бадминтону и в Берли-Хорс-Триалах и представлял Великобританию за рубежом. Он отказался от соревнований после того, как его жена сильно упала. В 1984 году, после ухода из троеборья, Коттенхэм одолжил свой двор в Priory Manor своему другу Марку Тодду, который привез с собой свою лошадь Харизму. Они выиграли олимпийскую золотую медаль на летних Олимпийских играх 1984 года.
Лорд Коттенем управлял успешной сетью англоязычных школ.
У него и его жены было трое детей:
- Леди Джорджина Мэри Пепис (род. 9 октября 1981)
- Марк Джон Генри Пепис, 9-й граф Коттенем (род. 11 октября 1983), женат на Хуан Ду, Куньмин, Китай.
  - Чарли Томас Пепис, виконт Кроухерст (род. 2020)
- Достопочтенный Сэм Ричард Пепис (род. 26 апреля 1986).

В 2007 году вдова графа Коттенема вышла замуж за Ричарда Джорджа Форда, родственника виконта Хэмпдена.